# Tenmu japán császár
Tenmu császár (天武天皇 Hepburn-átírás : Tenmu tennō, c. 631 – 686 október 1.) Japán negyvenedik uralkodója volt a hagyományos öröklési rend szerint. Tenmu uralkodása 673-tól egészen a haláláig, 686-ig tartott.

## Élete
Tenmu Dzsomei császár és Kógjoku császárnő legfiatalabb fiúgyermeke, valamint Tendzsi császár legfiatalabb fiútestvére volt. Óama herceg (大海人皇子: Ōama no ōji) néven született. Dzsitó japán császárnő által örökölte a trónt, aki egyben a felesége és az unokahúga is volt.  Legidősebb testvére, Tendzsi császár uralkodása alatt, Tenmut arra kényszerítették, hogy vegye feleségül Tendzsi számos lányát, mert Tendzsi úgy gondolta, hogy ezek a frigyek majd megerősítik a fivérek közti politikai köteléket. Feleségül vette Unonoszarara hercegnőt – ma ismert nevén Dzsitó japán császárnő –, valamint Óta hercegnőt is. Tenmunek befolyásos udvaroncok lányai közül is voltak házastársai.
Tenmunek sok gyermeke volt, beleértve a koronaherceget, Kuszakabe herceget – Unonoszarara hercegnő gyermekét –, illetve Tócsi hercegnőt. Ócu és Óku hercegnő is az ő gyermekei voltak – Óta hercegnőtől, aki szintén bátyja, Tendzsi gyermeke volt. Valamint Toneri herceg, aki a Nihonsoki szerkesztője volt és Dzsunnin japán császár apja. Kuszakabénnak köszönhetően Tenmunek két császár és két császárnő is volt a leszármazottai között. A családfájában Kóken hercegnő volt a legutolsó ezek közül a császári uralkodók közül.

### Tenmu életének főbb eseményei
Tenmu Japán első egyeduralkodója, aki akkor kapta meg a Tennó címet (Japán uralkodója címet), amikor még élt, nem pedig halála után az őt követő generációktól.
A Nihonsoki az egyetlen életéről szóló dokumentum, amit a fia, Toneri herceg szerkesztett. Ez az okirat a felesége és a gyermekei uralkodása alatt íródott, ezért a hitelessége és elfogulatlansága kétségbe vonható. Érintőlegesen említik a Kodzsiki előszavában, ahol a megbízottjai üdvözölték.
Tenmu apja fiatal korában meghalt és főleg Szaimei császárnő irányítása alatt nőtt fel. Nem gondolták, hogy trónra fog jutni, mert az uralkodó császárné legidősebb fiaként Tendzsi volt a koronaherceg.
A Tendzsi korszak alatt Tenmu volt a koronaherceg, mert abban az időben Tendzsi egyik fiúgyermeke sem született olyan anyjától, aki elég magas rangú lett volna ahhoz, hogy szükséges politikai támogatást nyújtson az uralkodónak. Tendzsi gyanakodott, hogy Tenmu talán meg akarja majd szerezni a trónt, így szükségesnek érezte pozícióját előnyös politikai házasságokon keresztül megerősíteni. Tendzsi aktívan fejlesztette a katonai létesítményeket, amiket a Taika reformok alatt alapítottak.
Tendzsinek idős korában született egy gyermeke, Ótomo herceg, egy alacsony rangú házastársától. Mivel Ótomonak anyai ágról gyenge politikai támogatása volt, ezért az adott idő általános bölcsessége úgy tartotta, hogy nem jó, ha ő örökli a trónt, de Tendzsi mégis megszállottja volt ennek az ötletnek.
617-ben Tenmu veszélyben érezte magát és önként visszavonult a koronaherceg hivatalából, hogy szerzetesnek álljon. A Josino hegyekbe költözött, Jamato tartományba (mai Josino, Nara), hivatalosan a visszavonulás miatt. Magával vitte a fiait, valamint egyik feleségét is, Unonoszarara hercegnőt, Tendzsi lányát. Azonban a többi hitvesét a fővárosban, Omikjóban hagyta, Ómi tartományban (mai Ócu).
672-ben Tendzsi meghalt és Ótomo herceg trónra lépett Kóbun császár néven. Tenmu összegyűjtött egy sereget és Josinoból keletre masírozott, hogy megtámadja a fővárost, Omikjót. Keresztülhaladt Josino, Iga és Mino tartományokon, hogy megfenyegesse Omikjót a szomszédos tartományban. Tenmu serege és a fiatal Kóbun császár serege Mino északnyugati részén csaptak össze (mai Szekigahara, Gifu). Tenmu serege győzött és Kóbun öngyilkos lett. Ezt az összecsapás Dzsinsin háborúként ismert.
Meidzsi utáni kronológia:
- Tendzsi uralkodásának tizedik évében, a tizenegyedik hónapban (671): Tendzsi császár (天智天皇十年) kinevezte fiát örököséül. A modern tudósok úgy értelmezik ezt, hogy a fiúnak kellett volna örökölnie a trónt az apja halála után (szenszo). Azt mondják, hogy nem sokkal ezután  Kóbun császár trónra emelkedett (szokui). Ha ez az értelmezés indokolt lett volna, akkor következményképpen az alábbiak történnek:

- Kóbun uralkodásának első évében (672): Kóbun császár uralkodásának első évében (弘文天皇一年) meghalt, majd a nagybátyja, Óaomi-sinnó megszerezte az öröklési jogot. Nem sokkal a történtek után Tenmu elfoglalta a trónt (szokui).

Meidzsi előtti kronológia:
A 19. század előtt Otomo az emberek szemében csak egy betolakodó volt, trónkövetelő, egy hiba; azonban ha mindez így lett volna, akkor a következményei a következők lettek volna:
- Tendzsi uralkodásának 10. évében (671): Tendzsi császár, uralkodásának 10. évében (天智天皇十年) meghalt, és bármilyen ezt követő katonai szembesítés ellenére, a halott uralkodó testvére következett volna az öröklésben (szenszo), és egy idő múlva érthető lett volna, hogy Tenmu császár jogosan trónra kerül (szokui).

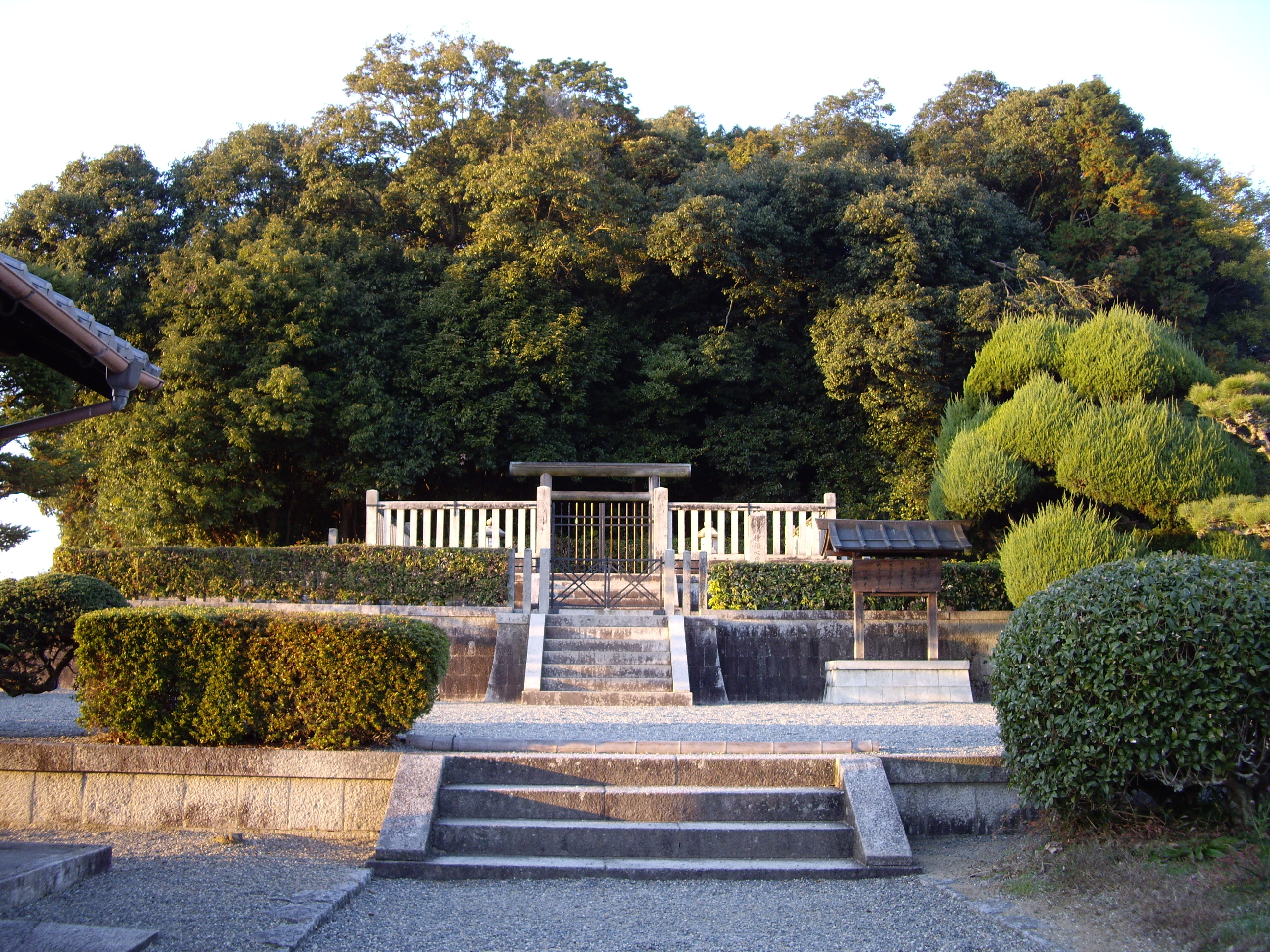
Sinto emlékszentély és mauzóleum Tenmu császár tiszteletére

Ahogy arra számítani lehetett, Tenmu császár nem volt inaktívabb a korábbi császárnál, Tendzsinél, a Taika katonai intézmények fejlesztésében. Tenmu uralkodása sok változást hozott: központosított hadügyi minisztériumot alapítottak; a főváros melletti belső ország védelme megerősödött; a főváros közelében erődök és várak épültek, valamint Honsú nyugati részein és Kjúsún is; a katonaságot felülvizsgálták, és minden vidéki vezetőnek megparancsolta, hogy gyűjtsék össze a fegyvereket és tanulják meg a taktikát.
673-ban Tenmu visszaköltöztette a fővárost Jamatoba, majd Aszukának nevezte el az új fővárost. Tenmut Aszukában trónra emelték. Uralkodásának eseményei tartalmazzák:
- 674 (Tenmu 2): Tane tartomány nagyköveteit a japán udvarban fogadták.[10]
- 680 (Tenmu 8): Jakusi-dzsi a Hakuhó korszakban alakult meg.[11]

Tenmu a fő város megalapításától kezdve egészen a haláláig, 686-ig uralkodott. A felesége, Dzsito császárnő követte a trónón, mint Japán 41. uralkodója, amíg a fiuk a 42. császár nem lett az országban. Sírjanak valódi helye ismert. Egy emlékoltárt emeltek a tiszteletére (miszaszagi) Nara tartományban. A Császári Háztartási Képviselet Tenmu mauzóleumának jelölte ki ezt a területet. Hivatalosan Hinokuma no Óucsi no miszaszaginak lett elnevezve.

### Buddhizmus
675-ben Tenmu császár betiltotta a hús fogyasztását (ló, marha, kutya, majom, madár) április 1-jétől szeptember 30-adikáig, a buddhista behatás miatt.

### Politika

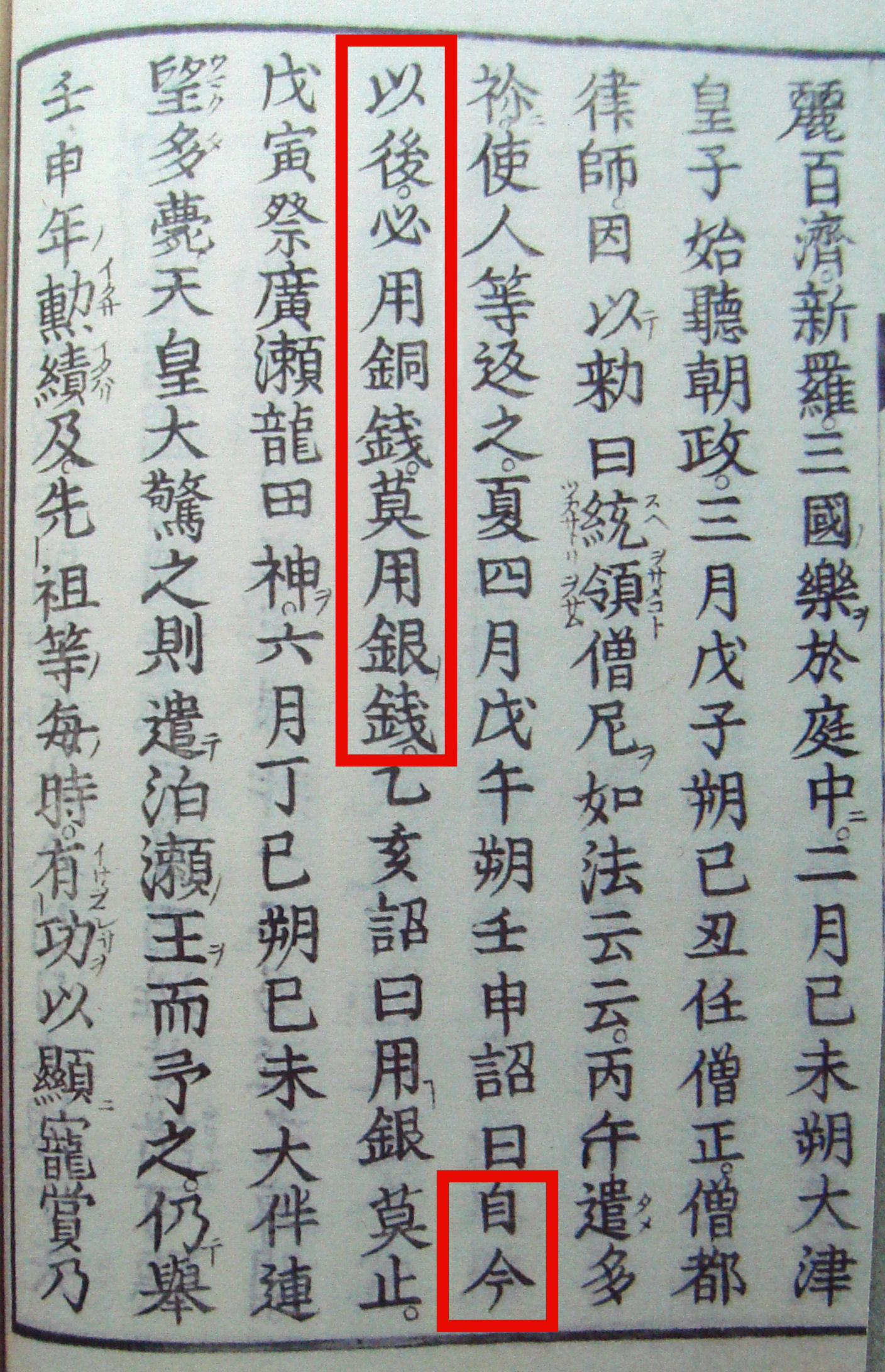
A Nihonsoki 683. április 15-ei feljegyzése (Tenmu uralkodásának 12. éve) rendelkezik a rézérmék használatáról ezüstérmék helyett. A 11. századi szerkesztés kivonata.

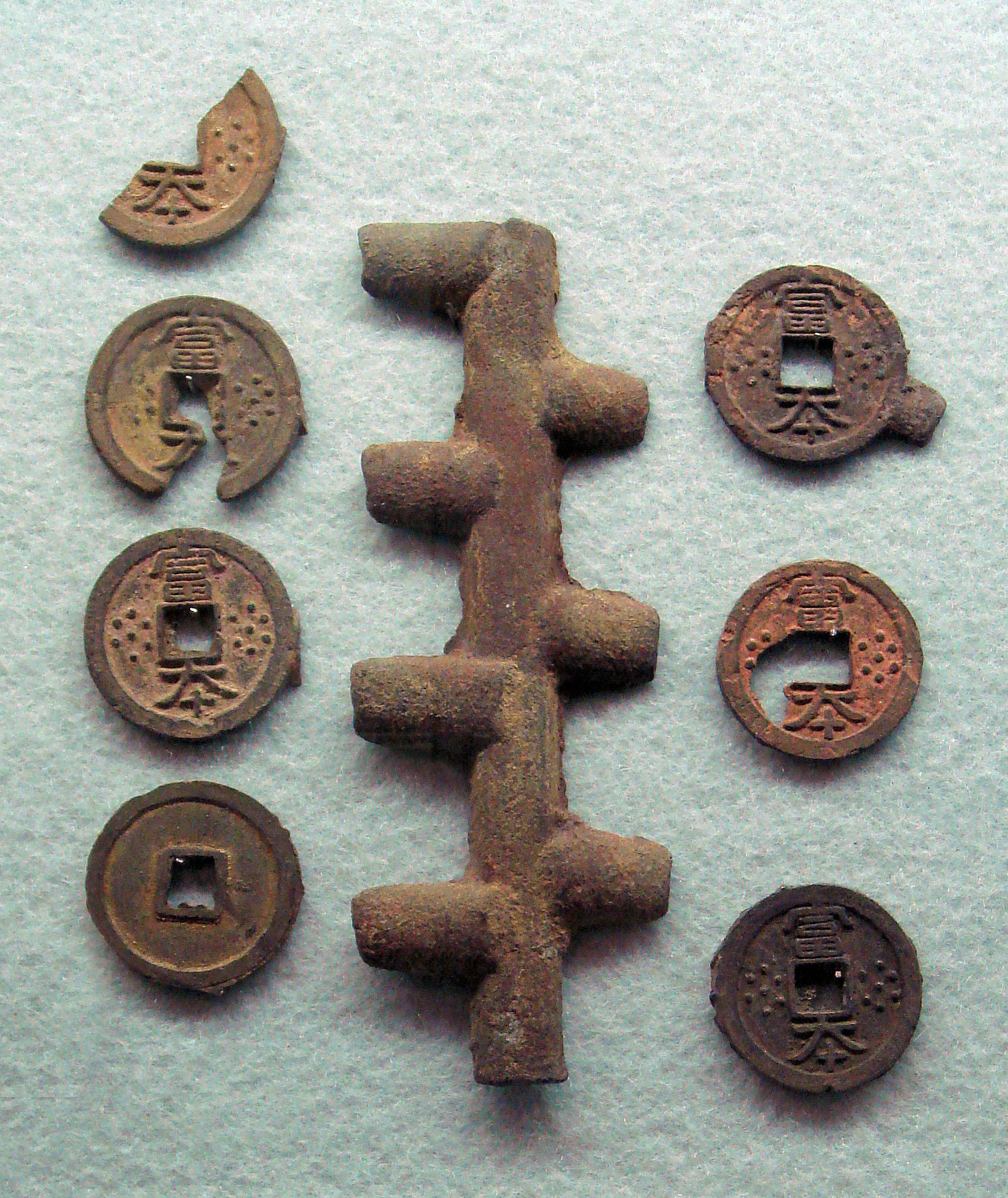
Korai japán pénznem: Az Aszukaikében (飛島池) talált Fuhonszen érmékről (富本銭) azt gondolták, hogy Tenmu császár uralkodásának idején verték – a 7. század végén –, rézből és antimonból.

A Nihonsokiban Tenmut egy hatalmas újítóként ábrázolják, de a leírás pártatlansága kétséges, ugyanis a mű a leszármazottai felügyelete alatt íródott. Azonban tisztán látszik, hogy Tenmu megerősítette a császári hatalmat és a fiát kinevezte a kormányzata legmagasabb hivatalába, ezzel csökkentve az erős klánok hagyományos befolyását, mint például az Ótomo és Szoga klánokét. Megújította a kabane rendszert néhány változtatással, köztük néhány nemesi cím eltörlésével. Az Omit és a Muradzsit, a legmagasabb kabanékat az elmúlt időszakban, értékileg csökkentették az új hierarchiában, ami nyolc kabanét foglalt magába. Minden klán új kabanét kapott attól függően, hogy mennyire álltak közel a császári vérvonalhoz, illetve mennyire voltak hűségesek Tenmuhoz.
Tenmu megkísérelte megtartani a hatalmi egyensúlyt a fiai között. Egyszer elutazott Josinoba a fiaival és ott megeskette őket, hogy működjenek együtt és ne háborúzzanak egymás ellen. Haszontalannak bizonyult ez az eskü, ugyanis az egyik fiát, Ócu herceget, Tenmu halála után árulásért kivégezték.
Tenmu sikeres külpolitikát folytatott a koreai Silla királysággal, ami 676-ban átvette az uralmat az egész Koreai-félszigeten. Korea Silla alatti egyesülése után Tenmu úgy döntött, hogy megszünteti a diplomáciai kapcsolatokat a kínai Tang-dinasztiával annak érdekében, hogy megtartsa a jó viszonyt Sillával.
Tenmu vallási struktúrákat használt, hogy növelje a császári hatalmat. Az uralkodása alatt nagy hangsúlyt fektetett a császári udvar és az Iszei nagyszentély (Amateraszu istennőnek, a császárok ősének, felszentelve) közötti kötelékre azzal, hogy elküldte a lányát, Óku hercegnőt, hogy ő legyen a újonnan épített szentély szaiója – papnője –, illetve számos fesztivál az állami költségvetésből lett finanszírozva. A buddhizmusnak is kedvezett, és számos hatalmas templomot és kolostort építtetett. Azt mondják, hogy Tenmu azt kérte, hogy minden háztartás építsen egy oltárt egy emelvénnyel, ahova elhelyezhettek egy Buddha képet és egy szútrát, így a család tudott otthon imádkozni. Ezzel feltalálták a bucudant. Másrészről, minden buddhista pap, szerzetes és apáca állami fennhatóság alá került, és az állam engedélye nélkül senki sem válhatott szerzetessé. Ez az intézkedés igyekezett megelőzni a kultuszokat, illetve meggátolni a földműveseket abban, hogy pappá váljanak.

#### Kugjó
Kugjó (公卿) egy közös kifejezés a legnagyobb hatalommal bíró emberek egy kis csoportjára, akik kapcsolódtak a japán császári palotához a Meidzsi-kor előtt.
Általában ez az elit csoport egyszerre csak három-négy emberből állt. Ezek az emberek olyan udvaroncok voltak, akik örökölték a pozíciójukat, illetve a tapasztalatuk és a hátterük hozta el nekik karrierjük csúcsát. Tenmu uralkodása alatt a Daizsó-kan felső rétege magában foglalta az alábbi tisztségeket:
- Szadaidzsin, Szoga no Akae no Omi[16]
- Udaidzsin, Nakatomi no Kane no Muradzsi[16]
- Naidaidzsin

## Tenmu uralkodásának korszaka
Tenmu uralkodásának éveit csak egyetlen japán korszaknévvel vagy nengóval jelölték meg, ami az utalkodó utolsó hónapjaiban lépett a köztudatba. A Sucsó Tenmu halálával ért véget.
- Sucsó  (686)

### Nengó nélküli időszak
Tenmu uralkodásának korai éveit a tudósok nem kötötték egyik korszakhoz vagy nengóhoz sem.  A Taika kori újítással, miszerint a különböző történelmi periódusokat elnevezték – nengó –, ezekben az években felhagytak, de ezt 686-ban ismét használatba helyezték. 
Tenmu halála után a nengó használata mégis ismét alább hagyott egészen addig, amíg Monmu császár 701-ben újra megerősítette a császári hatalmat a Taihó kezdetének kihirdetésével.
Ebben a szövegkörnyezetben, Brown és Isida Gukansó fordítása magyarázatul szolgál Dzsitó császárnő uralkodási éveiéről, ami felkavarja az egyszerű igazságtudatot a Taihó előtti korban:
"A korszakok, amik ebbe az uralkodási időszakba estek: (1) a Sucsó maradék hét éve; és (2) Taika, ami négy évig tartott [695–698]. (Ennek a korszaknak az első éve a kinoto-hicudzsi volt [695].)  ... A Taika kor harmadik évében [697] Dzsitó császárnő átengedte a trónt a koronahercegnek."

## Feleségek és gyermekek
Unonoszarara hercegnő (鸕野讃良皇女) (Dzsitó japán császárnő) (645–703)
- Kuszakabe herceg (草壁皇子) (662–689), Monmu császár és Gensó császárnő apja

Óta hercegnő (大田皇女) (644–667), Tendzsi császár lánya
- Óku hercegnő (大伯皇女) (661–701), Szaió az Isze szentélyben  (673–686)
- Ócu herceg (大津皇子) (663–686)

Óe hercegnő (大江皇女) (?–699), Tendzsi császár lánya
- Naga herceg (長皇子) (?–715)
- Juge herceg (弓削皇子) (?–699)

Nítabe hercegnő (新田部皇女) (?–699), Tendzsi császár lánya
- Toneri herceg (舎人皇子) (676–735), Dzsunnin japán császár apja

Fudzsivara no Hikami-no-iracume (藤原氷上娘) (?–682), Fudzsivara no Kamatari lánya
- Tadzsima hercegnő (但馬皇女) (?–708), feleségül ment Takecsi herceghez

Szoga no Ónu-no-iracume (蘇我大蕤娘) (?–724), Szoga no Akae lánya
- Hozumi herceg (穂積皇子) (?–715)
- Ki hercegnő (紀皇女) (?–?)
- Takata hercegnő (田形皇女) (674–728), Szaió az Isze szentélyben (706–707), később hozzáment Mutobe herceghez

Fudzsivara no Ioe-no-iracume (藤原五百重娘), Fudzsivara no Kamatari lánya
- Nítabe herceg (新田部皇子) (?–735)

Nukata no Ókimi (額田王)
- Tócsi hercegnő (十市皇女) (653?–678), Kóbun császár felesége

Munakata no Amako-no-iracume (胸形尼子娘), Munakata-no-Kimi Tokuzen lánya
- Takecsi herceg (高市皇子) (654–696)

Sisihito no Kadzsihime-no-iracume (宍人梶媛娘), Sisihito-no-Omi Ómaro lánya
- Oszakabe herceg (刑部皇子/忍壁皇子) (?–705)
- Hacuszebe hercegnő (泊瀬部皇女) (?–741), feleségül ment Kavasima herceghez (Tendzsi császár fia)
- Taki hercegnő (託基皇女/多紀皇女) (?–751), Szaió az Isze szentályben, később feleségül ment Siki herceghez (Tendzsi császár fia)
- Siki herceg (磯城皇子) (?–?)

## Fordítás
- Ez a szócikk részben vagy egészben  az   Emperor Tenmu című angol Wikipédia-szócikk fordításán alapul.  Az eredeti cikk szerkesztőit annak laptörténete sorolja fel. Ez a jelzés csupán a megfogalmazás eredetét és a szerzői jogokat jelzi, nem szolgál a cikkben szereplő információk forrásmegjelöléseként.

## Japán császárok
- Japán császárok családfája

| Előző Kóbun császár | Japán császára: Tenmu 672–686 | Következő Dzsitó japán császárnő |